# قضاء صدامية المطلاع
قضاء صدامية المطلاع كان قضاء عراقياً يتبع لمحافظة البصرة خلال الاحتلال العراقي للكويت 1990-1991. تم الإعلان عن تأسيس القضاء بتاريخ 26 آب/أغسطس 1990 عندما أعلنت الحكومة العراقية استحداث المحافظة التاسعة عشرة للكويت على أراضي دولة الكويت المحتلة.  كان يعرف القضاء سابقاً باسم المطلاع وتم تغيير الاسم إشارة إلى الرئيس العراقي صدام حسين. شمل القضاء ناحية سفوان العراقية والأجزاء الشمالية الاستراتيجية من دولة الكويت قبل احتلالها بينما تم تسمية باقي الدولة المحتلة باسم محافظة الكويت.
بلغت مساحة القضاء حوالي 7000 كيلومتر مربع، وشمل جزيرتي بوبيان ووربة والمنطقة حول العبدلي. وتميز باحتواءه على أغلب مصادر المياه الجوفية الكويتية وكميات كبيرة من النفط، فشمل حقول الروضتين والصابرية والرتقة والأجزاء الجنوبية من حقل الرميلة. أعلنت وسائل الإعلام الكويتية بأنه سيتم إنشاء مدينة جديدة في جنوب المطلاع.
ضم هذه المنطقة إلى محافظة البصرة بدلاً من محافظة الكويت المنشأة حديثاً تم تفسيره على وجود استعدادات للحكومية العراقية للانسحاب من الكويت مع الإبقاء على الأجزاء الشمالية منها.